# Achille de Baschi du Cayla
Achille-Pierre-Antoine de Baschi, comte du Cayla et de Saint-Estève, marquis d'Aubais et de Pignan (17 février 1775 à Paris - 14 août 1851 à Garches), est un militaire et homme politique français.

## Biographie
Fils du comte Hercule-Philippe-Étienne de Baschi du Cayla et neveu du ministre François de Jaucourt, il suit la carrière des armes et devient officier supérieur.
Après la mort de son père, en 1826, il lui succède dans ses titres et fonctions de pair de France et gentilhomme de la chambre du roi.
Marié à Zoé Talon (qui sera la « bonne amie » du roi Louis XVIII), et dont il se sépara, il eut un fils (mort à 17 ans), et une fille qui épousa le prince Edmond de Beauvau-Craon. Il fut en procès à propos de la succession paternelle contre sa demi-sœur Philippine, née hors mariage de leur père puis reconnue bien plus tard après le mariage de ses parents. 

## Distinctions
- Chevalier de l'ordre royal et militaire de Saint-Louis

## Sources
- « Cayla (Achille-Pierre-Antoine de Baschi, comte du) », dans Adolphe Robert et Gaston Cougny, Dictionnaire des parlementaires français, Edgar Bourloton, 1889-1891 [détail de l’édition]